# Krégbé
Krégbé est une localité de l'est de la Côte d'Ivoire et appartenant au département d'Arrah, région du Moronou. La localité de Krégbé est un chef-lieu de commune.